# (5559) 1990 MV
(5559) 1990 MV là một tiểu hành tinh vành đai chính. Nó được phát hiện bởi Eleanor F. Helin ở Đài thiên văn Palomar ở Quận San Diego, California, ngày 27 tháng 6 năm 1990.